# Scandal (Fernsehserie)/Episodenliste

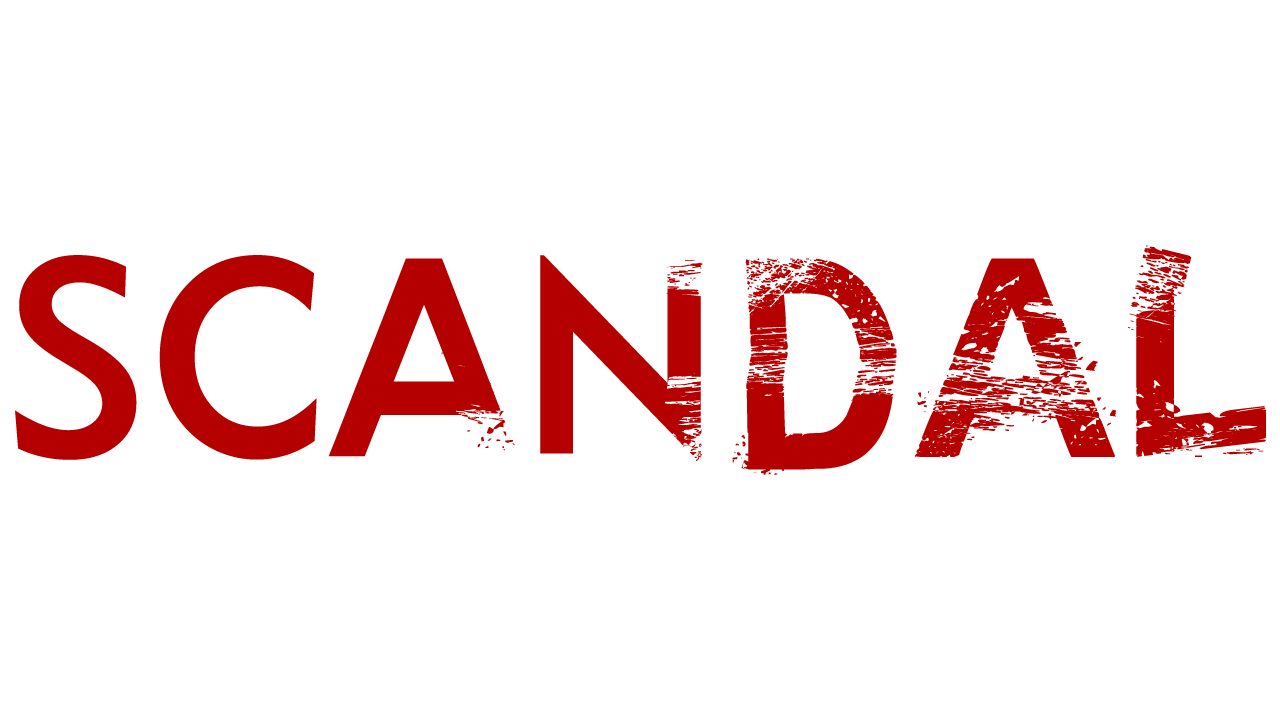
Logo zur Serie

Diese Episodenliste enthält alle Episoden der US-amerikanischen Dramaserie Scandal sortiert nach der US-amerikanischen Erstausstrahlung. Zwischen 2012 und 2018 entstanden in sieben Staffeln insgesamt 124 Episoden mit einer Länge von jeweils etwa 42 Minuten.

## Übersicht
| Staffel | Episodenanzahl | Erstausstrahlung USA | Erstausstrahlung USA | Deutschsprachige Erstausstrahlung | Deutschsprachige Erstausstrahlung |
| Staffel | Episodenanzahl | Staffelpremiere      | Staffelfinale        | Staffelpremiere                   | Staffelfinale                     |
| ------- | -------------- | -------------------- | -------------------- | --------------------------------- | --------------------------------- |
| 1       | 7              | 5. April 2012        | 17. Mai 2012         | 14. Oktober 2013                  | 4. November 2013                  |
| 2       | 22             | 27. September 2012   | 16. Mai 2013         | 4. November 2013                  | 20. Januar 2014                   |
| 3       | 18             | 3. Oktober 2013      | 17. April 2014       | 1. Oktober 2014                   | 1. Oktober 2014                   |
| 4       | 22             | 25. September 2014   | 14. Mai 2015         | 12. Oktober 2015                  | 12. Oktober 2015                  |
| 5       | 21             | 24. September 2015   | 12. Mai 2016         | 1. Juni 2017                      | 1. Juni 2017                      |
| 6       | 16             | 26. Januar 2017      | 18. Mai 2017         | 1. Dezember 2018                  | 1. Dezember 2018                  |
| 7       | 18             | 5. Oktober 2017      | 19. April 2018       | 13. September 2019                | 13. September 2019                |

## Staffel 1
Die Erstausstrahlung der ersten Staffel war vom 5. April bis zum 17. Mai 2012 auf dem US-amerikanischen Fernsehsender ABC zu sehen. Die deutschsprachige Erstausstrahlung wurde vom 14. Oktober bis zum 4. November 2013 beim deutschen Free-TV-Sender Super RTL gesendet.
| Nr. (ges.) | Nr. (St.) | Deutscher Titel               | Originaltitel         | Erstausstrahlung USA | Deutschsprachige Erstausstrahlung (D) | Regie               | Drehbuch           | Zuschauer (USA) |
| ---------- | --------- | ----------------------------- | --------------------- | -------------------- | ------------------------------------- | ------------------- | ------------------ | --------------- |
| 1          | 1         | Gladiatoren im Anzug          | Sweet Baby            | 5. Apr. 2012         | 14. Okt. 2013                         | Paul McGuigan       | Shonda Rhimes      | 7,33 Mio.       |
| 2          | 2         | Schmutzige kleine Geheimnisse | Dirty Little Secrets  | 12. Apr. 2012        | 14. Okt. 2013                         | Roxann Dawson       | Heather Mitchell   | 7,28 Mio.       |
| 3          | 3         | Die Rache einer Frau          | Hell Hath No Fury     | 19. Apr. 2012        | 21. Okt. 2013                         | Allison Liddi-Brown | Matt Byrne         | 7,21 Mio.       |
| 4          | 4         | Der Staatsfeind               | Enemy of the State    | 26. Apr. 2012        | 21. Okt. 2013                         | Michael Katleman    | Richard E. Robbins | 6,86 Mio.       |
| 5          | 5         | Der Flugzeugabsturz           | Crash and Burn        | 3. Mai 2012          | 28. Okt. 2013                         | Steve Robin         | Mark Wilding       | 6,69 Mio.       |
| 6          | 6         | Der Beginn einer Affäre       | The Trail             | 10. Mai 2012         | 28. Okt. 2013                         | Tom Verica          | Jenna Bans         | 6,43 Mio.       |
| 7          | 7         | Wer ist Quinn?                | Grant: For the People | 17. Mai 2012         | 4. Nov. 2013                          | Roxann Dawson       | Shonda Rhimes      | 7,33 Mio.       |

## Staffel 2
Die Erstausstrahlung der zweiten Staffel war vom 27. September 2012 bis zum 16. Mai 2013 auf dem US-amerikanischen Fernsehsender ABC zu sehen. Die Deutschsprachige Erstausstrahlung wurde vom 4. November 2013 bis zum 20. Januar 2014 beim deutschen Free-TV-Sender Super RTL gesendet.
| Nr. (ges.) | Nr. (St.) | Deutscher Titel                    | Originaltitel                            | Erstausstrahlung USA | Deutschsprachige Erstausstrahlung (—) | Regie               | Drehbuch         | Zuschauer (USA) |
| ---------- | --------- | ---------------------------------- | ---------------------------------------- | -------------------- | ------------------------------------- | ------------------- | ---------------- | --------------- |
| 8          | 1         | In der Klemme                      | White Hat’s Off                          | 27. Sep. 2012        | 4. Nov. 2013                          | Tom Verica          | Jenna Bans       | 6,74 Mio.       |
| 9          | 2         | Schattenfamilie                    | The Other Woman                          | 4. Okt. 2012         | 11. Nov. 2013                         | Stephen Cragg       | Heather Mitchell | 6,56 Mio.       |
| 10         | 3         | Der Informant                      | Hunting Season                           | 18. Okt. 2012        | 11. Nov. 2013                         | Ron Underwood       | Matt Byrne       | 6,17 Mio.       |
| 11         | 4         | Tod einer Studentin                | Beltway Unbuckled                        | 25. Okt. 2012        | 18. Nov. 2013                         | Mark Tinker         | Mark Fish        | 6,11 Mio.       |
| 12         | 5         | Alle Wege führen zu Fitz           | All Roads Lead To Fitz                   | 8. Nov. 2012         | 18. Nov. 2013                         | Steve Robin         | Raamla Mohamed   | 6,06 Mio.       |
| 13         | 6         | Treffen der Spione                 | Spies Like Us                            | 15. Nov. 2012        | 25. Nov. 2013                         | Bethany Rooney      | Chris Van Dusen  | 6,02 Mio.       |
| 14         | 7         | Von allen guten Geistern verlassen | Defiance                                 | 29. Nov. 2012        | 25. Nov. 2013                         | Tom Verica          | Peter Noah       | 6,64 Mio.       |
| 15         | 8         | Ausnahmezustand                    | Happy Birthday, Mr. President            | 6. Dez. 2012         | 2. Dez. 2013                          | Oliver Bokelberg    | Shonda Rhimes    | 7,39 Mio.       |
| 16         | 9         | Duell der Killer                   | Blown Away                               | 13. Dez. 2012        | 2. Dez. 2013                          | Jessica Yu          | Mark Wilding     | 7,14 Mio.       |
| 17         | 10        | Ein riskanter Plan                 | One for the Dog                          | 10. Jan. 2013        | 9. Dez. 2013                          | Steve Robin         | Heather Mitchell | 8,37 Mio.       |
| 18         | 11        | Im Schatten des Vaters             | A Criminal, a Whore, an Idiot and a Liar | 17. Jan. 2013        | 9. Dez. 2013                          | Stephen Cragg       | Mark Fish        | 7,93 Mio.       |
| 19         | 12        | Gewissensbisse                     | Truth or Consequences                    | 31. Jan. 2013        | 16. Dez. 2013                         | Jeannot Szwarc      | Peter Noah       | 8,09 Mio.       |
| 20         | 13        | Niemand mag Babies                 | Nobody Likes Babies                      | 7. Feb. 2013         | 16. Dez. 2013                         | Tom Verica          | Mark Wilding     | 8,14 Mio.       |
| 21         | 14        | Der Feind im Inneren               | Whiskey Tango Foxtrot                    | 14. Feb. 2013        | 23. Dez. 2013                         | Mark Tinker         | Matt Byrne       | 8,02 Mio.       |
| 22         | 15        | Politische Ehen                    | Boom Goes the Dynamite                   | 21. Feb. 2013        | 23. Dez. 2013                         | Randy Zisk          | Jenna Bans       | 7,68 Mio.       |
| 23         | 16        | Die Geliebte des Kandidaten        | Top of the Hour                          | 21. März 2013        | 30. Dez. 2013                         | Steve Robin         | Heather Mitchell | 8,51 Mio.       |
| 24         | 17        | Die Schlange im Garten             | Snake in the Garden                      | 28. März 2013        | 30. Dez. 2013                         | Ron Underwood       | Raamla Mohamed   | 7,97 Mio.       |
| 25         | 18        | In der Falle                       | Molly, You In Danger, Girl               | 4. Apr. 2013         | 6. Jan. 2014                          | Tom Verica          | Chris Van Dusen  | 8,04 Mio.       |
| 26         | 19        | Sieben-Zweiundfünfzig              | Seven Fifty-Two                          | 25. Apr. 2013        | 6. Jan. 2014                          | Allison Liddi-Brown | Mark Fish        | 7,90 Mio.       |
| 27         | 20        | Der Killer im Buchclub             | A Woman Scorned                          | 2. Mai 2013          | 13. Jan. 2014                         | Tony Goldwyn        | Zahir McGhee     | 8,07 Mio.       |
| 28         | 21        | Die Last der Entscheidung          | Any Questions?                           | 9. Mai 2013          | 13. Jan. 2014                         | Mark Tinker         | Matt Byrne       | 8,87 Mio.       |
| 29         | 22        | Enthüllungen                       | White Hat’s Back On                      | 16. Mai 2013         | 20. Jan. 2014                         | Tom Verica          | Shonda Rhimes    | 9,12 Mio.       |

## Staffel 3
Die Erstausstrahlung der dritten Staffel war vom 3. Oktober 2013 bis zum 17. April 2014 auf dem US-amerikanischen Fernsehsender ABC zu sehen. Eine deutschsprachige Erstausstrahlung im Fernsehen wurde noch nicht gesendet, ist aber seit dem 1. Oktober 2014 bei dem Video-on-Demand-Anbieter Amazon Instant Video verfügbar.
| Nr. (ges.) | Nr. (St.) | Deutscher Titel                      | Originaltitel                       | Erstausstrahlung USA | Deutschsprachige Erstausstrahlung (D) | Regie               | Drehbuch                         | Zuschauer (USA) |
| ---------- | --------- | ------------------------------------ | ----------------------------------- | -------------------- | ------------------------------------- | ------------------- | -------------------------------- | --------------- |
| 30         | 1         | Unter Zugzwang                       | It’s Handled                        | 3. Okt. 2013         | 1. Okt. 2014                          | Tom Verica          | Shonda Rhimes                    | 10,52 Mio.      |
| 31         | 2         | Die zweite Geliebte                  | Guess Who’s Coming to Dinner        | 10. Okt. 2013        | 1. Okt. 2014                          | Allison Liddi-Brown | Heather Mitchell                 | 9,01 Mio.       |
| 32         | 3         | Mrs. Smith geht nach Washington      | Mrs. Smith Goes to Washington       | 17. Okt. 2013        | 1. Okt. 2014                          | Jeannot Szwarc      | Matt Byrne                       | 9,51 Mio.       |
| 33         | 4         | Diskreditiert                        | Say Hello to My Little Friend       | 24. Okt. 2013        | 1. Okt. 2014                          | Oliver Bokelberg    | Mark Fish                        | 8,62 Mio.       |
| 34         | 5         | Operation Remington                  | More Cattle, Less Bull              | 31. Okt. 2013        | 1. Okt. 2014                          | Randy Zisk          | Jenna Bans                       | 9,18 Mio.       |
| 35         | 6         | Ikarus                               | Icarus                              | 7. Nov. 2013         | 1. Okt. 2014                          | Julie Anne Robinson | Peter Noah                       | 8,66 Mio.       |
| 36         | 7         | Auf Schritt und Tritt                | Everything’s Coming Up Mellie       | 14. Nov. 2013        | 1. Okt. 2014                          | Michael Katleman    | Peter Nowalk                     | 9,04 Mio.       |
| 37         | 8         | Der Traum von Vermont                | Vermont is for Lovers, Too          | 21. Nov. 2013        | 1. Okt. 2014                          | Ava DuVernay        | Mark Wilding                     | 8,93 Mio.       |
| 38         | 9         | Man lebt nur einmal                  | YOLO                                | 5. Dez. 2013         | 1. Okt. 2014                          | Oliver Bokelberg    | Chris Van Dusen                  | 8,27 Mio.       |
| 39         | 10        | Todsünde                             | A Door Marked Exit                  | 12. Dez. 2013        | 1. Okt. 2014                          | Tom Verica          | Zahir McGhee                     | 9,22 Mio.       |
| 40         | 11        | Die Kandidatin                       | Ride, Sally, Ride                   | 27. Feb. 2014        | 1. Okt. 2014                          | Tom Verica          | Raamla Mohamed                   | 9,32 Mio.       |
| 41         | 12        | Finger weg von den First Ladies      | We Do Not Touch the First Ladies    | 6. März 2014         | 1. Okt. 2014                          | Oliver Bokelberg    | Heather Mitchell                 | 8,53 Mio.       |
| 42         | 13        | Gefährliche Beichte                  | No Sun on the Horizon               | 13. März 2014        | 1. Okt. 2014                          | Randy Zisk          | Matt Byrne                       | 8,22 Mio.       |
| 43         | 14        | Zum Wohle des Landes                 | Kiss Kiss Bang Bang                 | 20. März 2014        | 1. Okt. 2014                          | Paul McCrane        | Mark Fish                        | 9,08 Mio.       |
| 44         | 15        | Familieninterview                    | Mama Said Knock You Out             | 27. März 2014        | 1. Okt. 2014                          | Tony Goldwyn        | Zahir McGhee                     | 9,01 Mio.       |
| 45         | 16        | Abgeschaltet                         | The Fluffer                         | 3. Apr. 2014         | 1. Okt. 2014                          | Jeanott Szwarc      | Chris Van Dusen & Raamla Mohamed | 9,13 Mio.       |
| 46         | 17        | Russisches Roulette                  | Flesh and Blood                     | 10. Apr. 2014        | 1. Okt. 2014                          | Debbie Allen        | Severiano Canales & Miguel Nolla | 9,23 Mio.       |
| 47         | 18        | Der Preis für freie und faire Wahlen | The Price of Free and Fair Election | 17. Apr. 2014        | 1. Okt. 2014                          | Tom Verica          | Shonda Rhimes & Mark Wilding     | 10,57 Mio.      |

## Staffel 4
Die Erstausstrahlung der vierten Staffel war vom 25. September 2014 bis zum 14. Mai 2015 auf dem US-amerikanischen Sender ABC zu sehen. Eine deutschsprachige Erstausstrahlung im Fernsehen wurde noch nicht gesendet, ist aber seit dem 12. Oktober 2015 bei dem Video-on-Demand-Anbieter Prime Video verfügbar.
| Nr. (ges.) | Nr. (St.) | Deutscher Titel              | Originaltitel                    | Erstausstrahlung USA | Deutschsprachige Erstausstrahlung (—) | Regie               | Drehbuch                          | Zuschauer (USA) |
| ---------- | --------- | ---------------------------- | -------------------------------- | -------------------- | ------------------------------------- | ------------------- | --------------------------------- | --------------- |
| 48         | 1         | Tage in der Sonne            | Randy, Red, Superfreak and Julia | 25. Sep. 2014        | 12. Okt. 2015                         | Tom Verica          | Shonda Rhimes                     | 11,96 Mio.      |
| 49         | 2         | Ein perfektes Paar           | The State of the Union           | 2. Okt. 2014         | 12. Okt. 2015                         | Allison Liddi-Brown | Heather Mitchell                  | 10,34 Mio.      |
| 50         | 3         | Der Weg zur Macht            | Inside the Bubble                | 9. Okt. 2014         | 12. Okt. 2015                         | Randy Zisk          | Matt Byrne                        | 9,52 Mio.       |
| 51         | 4         | Sex, Lügen & Video           | The Bleep                        | 16. Okt. 2014        | 12. Okt. 2015                         | Paul McCrane        | Mark Fish                         | 9,91 Mio.       |
| 52         | 5         | Der Schlüssel                | The Key                          | 23. Okt. 2014        | 12. Okt. 2015                         | Oliver Bokelberg    | Chris Van Dusen                   | 9,98 Mio.       |
| 53         | 6         | Die Hoffnung stirbt zuletzt  | An Innocent Man                  | 30. Okt. 2014        | 12. Okt. 2015                         | Jeannot Szwarc      | Zahir McGhee                      | 9,32 Mio.       |
| 54         | 7         | Bitteres Trauma              | Baby Made a Mess                 | 6. Nov. 2014         | 12. Okt. 2015                         | Julie Anne Robinson | Jenna Bans                        | 9,82 Mio.       |
| 55         | 8         | Das letzte Abendmahl         | The Last Supper                  | 13. Nov. 2014        | 12. Okt. 2015                         | Julie Anne Robinson | Allan Heinberg                    | 10,05 Mio.      |
| 56         | 9         | Der Zweck heiligt die Mittel | Where the Sun Don't Shine        | 20. Nov. 2014        | 12. Okt. 2015                         | Tony Goldwyn        | Mark Wilding                      | 10,15 Mio.      |
| 57         | 10        | Entführt                     | Run                              | 29. Jan. 2015        | 12. Okt. 2015                         | Tom Verica          | Shonda Rhimes                     | 10,48 Mio.      |
| 58         | 11        | Der Mann im Wasserglas       | Where's the Black Lady?          | 5. Feb. 2015         | 12. Okt. 2015                         | Debbie Allen        | Raamla Mohamed                    | 9,58 Mio.       |
| 59         | 12        | Auktion                      | Gladiators Don't Run             | 12. Feb. 2015        | 12. Okt. 2015                         | Randy Zisk          | Paul Willams Davies               | 9,32 Mio.       |
| 60         | 13        | Retter in der Not            | No More Blood                    | 19. Feb. 2015        | 12. Okt. 2015                         | Randy Zisk          | Heather Mitchell                  | 9,62 Mio.       |
| 61         | 14        | Totenwache                   | The Lawn Chair                   | 5. März 2015         | 12. Okt. 2015                         | Tom Verica          | Severino Canales                  | 9,57 Mio.       |
| 62         | 15        | Die Aussage von Diego Muñoz  | The Testimony of Diego Muñoz     | 12. März 2015        | 12. Okt. 2015                         | Allison Liddi-Brown | Mark Fish                         | 8,25 Mio.       |
| 63         | 16        | Kinky Sue                    | It's Good to Be Kink             | 19. März 2015        | 12. Okt. 2015                         | Paul McCrane        | Matt Byrne                        | 7,79 Mio.       |
| 64         | 17        | Hochzeit im weißen Haus      | Put a Ring on It                 | 26. März 2015        | 12. Okt. 2015                         | Regina King         | Chris Van Dusen                   | 8,06 Mio.       |
| 65         | 18        | Ehre deinen Vater            | Honor Thy Father                 | 2. Apr. 2015         | 12. Okt. 2015                         | Jeannot Szwarc      | Severiano Canales                 | 7,27 Mio.       |
| 66         | 19        | Mut zur Wahrheit             | I'm Just a Bill                  | 16. Apr. 2015        | 12. Okt. 2015                         | Debbie Allen        | Raamla Mohammed                   | 7,86 Mio.       |
| 67         | 20        | Zwischen Leben und Tod       | First Lady Sings the Blues       | 23. Apr. 2015        | 12. Okt. 2015                         | David Rodriguez     | Paul William Davies               | 7,79 Mio.       |
| 68         | 21        | Die Macht der Frauen         | A Few Good Women                 | 7. Mai 2015          | 12. Okt. 2015                         | Oliver Bokelberg    | Severiano Canales & Jess Brownell | 7,44 Mio.       |
| 69         | 22        | Abrechnung                   | You Can't Take Command           | 14. Mai 2015         | 12. Okt. 2015                         | Tom Verica          | Shonda Rhimes & Mark Wilding      | 8,08 Mio.       |

## Staffel 5
Die Erstausstrahlung der fünften Staffel war vom 24. September 2015 bis zum 12. Mai 2016 auf dem US-amerikanischen Sender ABC zu sehen. Eine deutschsprachige Erstausstrahlung im Fernsehen wurde noch nicht gesendet, ist aber seit dem 1. Juni 2017 bei dem Video-on-Demand-Anbieter Amazon Instant Video verfügbar.
| Nr. (ges.) | Nr. (St.) | Deutscher Titel                               | Originaltitel                           | Erstausstrahlung USA | Deutschsprachige Erstausstrahlung (—) | Regie               | Drehbuch                          | Zuschauer (USA) |
| ---------- | --------- | --------------------------------------------- | --------------------------------------- | -------------------- | ------------------------------------- | ------------------- | --------------------------------- | --------------- |
| 70         | 1         | Staatsräson                                   | Heavy is the Head                       | 24. Sep. 2015        | 1. Juni 2017                          | Tom Verica          | Shonda Rhimes                     | 10,25 Mio.      |
| 71         | 2         | Amerikas Geliebte                             | Yes                                     | 1. Okt. 2015         | 1. Juni 2017                          | Tony Goldwyn        | Heather Mitchell                  | 9,12 Mio.       |
| 72         | 3         | Mellie will mehr                              | Paris is Burning                        | 8. Okt. 2015         | 1. Juni 2017                          | Jann Turner         | Matt Byrne                        | 8,76 Mio.       |
| 73         | 4         | Auf der Jagd                                  | Dog-Whistle Politics                    | 15. Okt. 2015        | 1. Juni 2017                          | Zetna Fuentes       | Mark Fish                         | 8,06 Mio.       |
| 74         | 5         | Amtsenthebung                                 | You Got Served                          | 22. Okt. 2015        | 1. Juni 2017                          | Kevin Bray          | Zahir McGhee                      | 8,28 Mio.       |
| 75         | 6         | Gedächtnislücken                              | Get Out of Jail, Free                   | 29. Okt. 2015        | 1. Juni 2017                          | Chandra Wilson      | Chris Van Dusen                   | 7,80 Mio.       |
| 76         | 7         | Selbst der Teufel verdient eine zweite Chance | Even the Devil Deserves a Second Chance | 5. Nov. 2015         | 1. Juni 2017                          | Oliver Bokelberg    | Raamla Mohamed                    | 8,03 Mio.       |
| 77         | 8         | Überläufer                                    | Rasputin                                | 12. Nov. 2015        | 1. Juni 2017                          | John Terlesky       | Paul William Davies               | 7,70 Mio.       |
| 78         | 9         | Filibuster                                    | Baby, It's Cold Outside                 | 19. Nov. 2015        | 1. Juni 2017                          | Tom Verica          | Mark Wilding                      | 8,13 Mio.       |
| 79         | 10        | Der Whistleblower                             | It's Hard Out Here for a General        | 11. Feb. 2016        | 1. Juni 2017                          | Tom Verica          | Severiano Canales                 | 6,96 Mio.       |
| 80         | 11        | Schmerzliche Wahrheit                         | The Candidate                           | 18. Feb. 2016        | 1. Juni 2017                          | Allison Liddi-Brown | Alison Schapker                   | 6,09 Mio.       |
| 81         | 12        | Vertuschung                                   | Wild Card                               | 25. Feb. 2016        | 1. Juni 2017                          | Allison Liddi-Brown | Mark Fish                         | 5,85 Mio.       |
| 82         | 13        | Unter Beobachtung                             | The Fish Rots from the Head             | 10. März 2016        | 1. Juni 2017                          | Sharat Raju         | Heather Mitchell                  | 5,97 Mio.       |
| 83         | 14        | Konfrontationen                               | I See You                               | 17. März 2016        | 1. Juni 2017                          | Paris Barclay       | Matt Byrne                        | 6,31 Mio.       |
| 84         | 15        | Neue Schützlinge                              | Pencil's Down                           | 24. März 2016        | 1. Juni 2017                          | Regina King         | Chris Van Dusen                   | 6,15 Mio.       |
| 85         | 16        | Schmutzige Methoden                           | The Miseducation of Susan Ross          | 31. März 2016        | 1. Juni 2017                          | Scott Foley         | Raamla Mohamed                    | 6,44 Mio.       |
| 86         | 17        | Kurzschlussreaktion                           | Thwack!                                 | 7. Apr. 2016         | 1. Juni 2017                          | Tony Goldwyn        | Zahir McGhee                      | 5,88 Mio.       |
| 87         | 18        | Die Hochzeit des Jahrzehnts                   | Till Death Do Us Part                   | 21. Apr. 2016        | 1. Juni 2017                          | Steph Green         | Paul William Davies               | 6,00 Mio.       |
| 88         | 19        | Zickenkrieg                                   | Buckle Up                               | 28. Apr. 2016        | 1. Juni 2017                          | Oliver Bokelberg    | Michelle Lirtzman                 | 6,25 Mio.       |
| 89         | 20        | Der Feind meines Feindes                      | Trump Card                              | 5. Mai 2016          | 1. Juni 2017                          | Jann Turner         | Severiano Canales & Jess Brownell | 6,06 Mio.       |
| 90         | 21        | Das ist meine Tochter                         | That's My Girl                          | 12. Mai 2016         | 1. Juni 2017                          | Tom Verica          | Shonda Rhimes & Mark Wilding      | 6,65 Mio.       |

## Staffel 6
Die Erstausstrahlung der sechsten Staffel war vom 26. Januar bis zum 18. Mai 2017 auf dem US-amerikanischen Sender ABC zu sehen. Eine deutschsprachige Erstausstrahlung im Fernsehen wurde noch nicht gesendet, ist aber seit dem 1. Dezember 2018 bei dem Video-on-Demand-Anbieter Amazon Instant Video verfügbar.
| Nr. (ges.) | Nr. (St.) | Deutscher Titel                    | Originaltitel           | Erstausstrahlung USA | Deutschsprachige Erstausstrahlung (—) | Regie                      | Drehbuch                                | Zuschauer (USA) |
| ---------- | --------- | ---------------------------------- | ----------------------- | -------------------- | ------------------------------------- | -------------------------- | --------------------------------------- | --------------- |
| 91         | 1         | Attentat                           | Survival of the Fittest | 26. Jan. 2017        | 1. Dez. 2018                          | Tom Verica                 | Shonda Rhimes                           | 7,62 Mio.       |
| 92         | 2         | Mit allen Mitteln                  | Hardball                | 2. Feb. 2017         | 1. Dez. 2018                          | Allison Liddi-Brown        | Matt Byrne                              | 6,54 Mio.       |
| 93         | 3         | Schlimmer als der Tod              | Fates Worse Than Death  | 9. Feb. 2017         | 1. Dez. 2018                          | Scott Foley                | Mark Fish                               | 6,22 Mio.       |
| 94         | 4         | Kein gewöhnliches Verbrechen       | The Belt                | 16. Feb. 2017        | 1. Dez. 2018                          | Tom Verica                 | Paul William Davies                     | 6,06 Mio.       |
| 95         | 5         | Beziehungsprobleme                 | They All Bow Down       | 9. März 2017         | 1. Dez. 2018                          | Millicent Shelton          | Zahir McGhee                            | 5,26 Mio.       |
| 96         | 6         | Schwachstelle                      | Extinction              | 16. März 2017        | 1. Dez. 2018                          | Tony Goldwyn               | Chris Van Dusen                         | 5,63 Mio.       |
| 97         | 7         | Der Verräter in den eigenen Reihen | A Traitor Among Us      | 23. März 2017        | 1. Dez. 2018                          | Tom Verica                 | Alison Schapker                         | 5,40 Mio.       |
| 98         | 8         | Eine geborene Anführerin           | A Stomach for Blood     | 30. März 2017        | 1. Dez. 2018                          | Oliver Bokelberg           | Severiano Canales                       | 5,57 Mio.       |
| 99         | 9         | Überlebenskampf                    | Dead in the Water       | 6. Apr. 2017         | 1. Dez. 2018                          | Nicole Rubio               | Michelle Lirtzman                       | 5,10 Mio.       |
| 100        | 10        | Die Entscheidung                   | The Decision            | 13. Apr. 2017        | 1. Dez. 2018                          | Sharat Raju                | Johanna Lee                             | 5,26 Mio.       |
| 101        | 11        | Trojanisches Pferd                 | Trojan Horse            | 20. Apr. 2017        | 1. Dez. 2018                          | Jann Turner                | Jess Brownell & Nicholas Nardini        | 5,11 Mio.       |
| 102        | 12        | Drohnenalarm                       | Mercy                   | 27. Apr. 2017        | 1. Dez. 2018                          | Nzingha Stewart            | Severiano Canales & Ameni Rozsa         | 5,19 Mio.       |
| 103        | 13        | Das Paket                          | The Box                 | 4. Mai 2017          | 1. Dez. 2018                          | Steph Green                | Raamla Mohamed & Austin Guzman          | 5,15 Mio.       |
| 104        | 14        | Begnadigung                        | Head Games              | 11. Mai 2017         | 1. Dez. 2018                          | Zetna Fuentes              | Chris Van Dusen & Juan Carlos Fernandez | 5,10 Mio.       |
| 105        | 15        | Die Zeit läuft                     | Tick Tock               | 18. Mai 2017         | 1. Dez. 2018                          | Salli Richardson-Whitfield | Zahir McGhee & Michelle Lirtzman        | 5,23 Mio.       |
| 106        | 16        | Machtwechsel                       | Transfer of Power       | 18. Mai 2017         | 1. Dez. 2018                          | Tony Goldwyn               | Matt Byrne & Mark Fish                  | 5,23 Mio.       |

## Staffel 7
Die Erstausstrahlung der siebten Staffel war vom 5. Oktober 2017 bis 19. April 2018 auf dem US-amerikanischen Sender ABC zu sehen. Eine deutschsprachige Erstausstrahlung im Fernsehen wurde noch nicht gesendet, ist aber seit dem 13. September 2019 bei einigen Video-on-Demand-Anbietern, wie z. B. Videoload, Maxdome, YouTube  und iTunes verfügbar. Seit dem 20. Oktober 2019 liegt die finale Staffel auch zum Kauf bei Amazon Video bereit.
| Nr. (ges.) | Nr. (St.) | Deutscher Titel                  | Originaltitel                  | Erstausstrahlung USA | Deutschsprachige Erstausstrahlung (—) | Regie               | Drehbuch                                        | Zuschauer (USA) |
| ---------- | --------- | -------------------------------- | ------------------------------ | -------------------- | ------------------------------------- | ------------------- | ----------------------------------------------- | --------------- |
| 107        | 1         | Monument                         | Watch Me                       | 5. Okt. 2017         | 13. Sep. 2019                         | Jann Turner         | Shonda Rhimes                                   | 5,52 Mio.       |
| 108        | 2         | Das Staatsbankett                | Pressing the Flesh             | 12. Okt. 2017        | 13. Sep. 2019                         | Tony Goldwyn        | Matt Byrne                                      | 5,00 Mio.       |
| 109        | 3         | Tag 101                          | Day 101                        | 19. Okt. 2017        | 13. Sep. 2019                         | Scott Foley         | Zahir McGhee                                    | 4,70 Mio.       |
| 110        | 4         | Gipfeltreffen                    | Lost Girls                     | 26. Okt. 2017        | 13. Sep. 2019                         | Nicole Rubio        | Ameni Rozsa & Austin Guzman                     | 4,88 Mio.       |
| 111        | 5         | Liebe ohne Zukunft               | Adventures in Babysitting      | 2. Nov. 2017         | 13. Sep. 2019                         | Oliver Bokelberg    | Serveriano Canales & Tia Napolitano             | 4,89 Mio.       |
| 112        | 6         | Wo ist die Braut?                | Vampires and Bloodsuckers      | 9. Nov. 2017         | 13. Sep. 2019                         | Jann Turner         | Chris Van Dusen & Tia Napolitano                | 5,00 Mio.       |
| 113        | 7         | Dinosaurierknochen               | Something Borrowed             | 16. Nov. 2017        | 13. Sep. 2019                         | Sharat Raju         | Mark Fish                                       | 4,97 Mio.       |
| 114        | 8         | Ruhe in Frieden, Quinn!          | Robin                          | 18. Jan. 2018        | 13. Sep. 2019                         | Daryn Okada         | Juan Carlos Fernandez                           | 5,17 Mio.       |
| 115        | 9         | Gute Menschen                    | Good People                    | 25. Jan. 2018        | 13. Sep. 2019                         | Nzingha Stewart     | Shonda Rhimes, Jess Brownell & Nicholas Nardini | 5,19 Mio.       |
| 116        | 10        | Tribunal                         | The People v. Olivia Pope      | 1. Feb. 2018         | 13. Sep. 2019                         | Kerry Washington    | Ameni Rozsa                                     | 5,62 Mio.       |
| 117        | 11        | Geheimnisverrat                  | Army of One                    | 8. Feb. 2018         | 13. Sep. 2019                         | Allison Liddi-Brown | Austin Guzman                                   | 4,64 Mio.       |
| 118        | 12        | Sammelklage                      | Allow Me to Reintroduce Myself | 1. März 2018         | 13. Sep. 2019                         | Tony Goldwyn        | Raamla Mohamed                                  | 4,95 Mio.       |
| 119        | 13        | Die Entführung der Air Force Two | Air Force Two                  | 8. März 2018         | 13. Sep. 2019                         | Valerie Weiss       | Severiano Canales                               | 4,67 Mio.       |
| 120        | 14        | Virus                            | The List                       | 15. März 2018        | 13. Sep. 2019                         | Gregory T. Evans    | Juan Carlos Fernandez & Jess Brownell           | 4,74 Mio.       |
| 121        | 15        | Schwarzer Peter                  | The Noise                      | 29. März 2018        | 13. Sep. 2019                         | Darby Stanchfield   | Raamla Mohamed & Jeremy Gordon                  | 3,71 Mio.       |
| 122        | 16        | Ich bin nicht schuldig           | People Like Me                 | 5. Apr. 2018         | 13. Sep. 2019                         | Joe Morton          | Chris Van Dusen & Nicholas Nardini              | 3,83 Mio.       |
| 123        | 17        | Die Macht der Wahrheit           | Standing in the Sun            | 12. Apr. 2018        | 13. Sep. 2019                         | Jann Turner         | Mark Fish & Matt Byrne                          | 4,15 Mio.       |
| 124        | 18        | Der letzte Vorhang               | Over a Cliff                   | 19. Apr. 2018        | 13. Sep. 2019                         | Tom Verica          | Shonda Rhimes                                   | 5,46 Mio.       |